# UC-30号潜艇
陛下之UC-30号艇是德意志帝国海军于第一次世界大战期间建造的其中一艘UC-II型近岸布雷潜艇或称U艇。它由汉堡的伏尔铿船厂承建，于1916年7月27日新船下水，至同年8月22日交付使用。其全长49.45米，水面及水下排水量分别为400吨和480吨，艇载武器则包括三具鱼雷发射管、六具水雷滑射槽以及一门88毫米口径甲板炮。UC-30号入役后曾被部署至北海的第一潜艇区舰队，并参与了大西洋潜艇战。通过其四次巡逻，共直接或间接击沉5艘协约国或中立国舰船，容积总吨累计为5867吨。1917年4月21日，UC-30号在丹麦的埃斯比约以西海域触雷沉没，艇内27名官兵全数阵亡。

## 设计
1915年秋天，由于中立国美国的干预，U艇战几乎陷入停顿，导致德国广泛开展《国际法》所允许的水雷战，从而使布雷潜艇的需求量相应增加。德意志帝国海军潜艇监察局（Inspektion des U-Bootwesens）的开发部门留意到了这一点，遂以UB-II型为基础，按照兼顾布雷效率和生产速度的要求，以41号工程的名义设计了UC-II型潜艇。为了弥补前型UC-I型的缺陷，UC-II型艇不仅更大，而且采用双轴推进系统。然而，与前型最主要的区别在于，UC-II型艇重新运用了双壳体结构。但它并非纯粹的双体潜艇，而是一种中间过渡型；因为外层没有封闭耐压壳体，而是作为鞍形水柜附在上方。
UC-30号是64艘UC-II型方案的其中一艘。这个亚型的艇体结构与UB-II型类似，但体积更大，全长为49.45米，并有3.68米的吃水深度；由于不再考虑铁路运输的装载限界，舷宽也得以增至5.22米。其水上和水下排水量分别为400吨和480吨。艇只采用两台戴姆勒六缸四冲程500匹公制馬力（370千瓦特）柴油机用于水面运行，以及两台460匹公制馬力（340千瓦特）的西门子-舒克特电动发电机用于水下航行；水面最高航速11.6節（21.5每小時），水下6.6節（12.2每小時）；能够在水面以7節（13每小時）航速续航9,260海里（17,150），或以4節（7.4每小時）连续在水下航行53海里（98）而无需充电。其潜没需时约为48秒，能够在50米的深度下运作。
作为布雷潜艇，UC-30号改将六具布雷滑射槽安装在艇体前部，每具储存井内的水雷数量增至3枚，即合共18枚UC200型水雷。布雷时只需将存储井底部的盖板打开，水雷便可凭借自身重量滑入水中。随着滑射槽长度增加，艇体艏楼的上层建筑被抬高，上层建筑与司令塔之间的凹陷处布置了一门88毫米30倍径速射炮作为甲板炮。但由于位置相对较低，火炮甲板在恶劣海况下很容易被涌浪淹没。此外，UC-30号还装备有三具500毫米鱼雷发射管，这极大提升了潜艇的攻击能力。其中艇艏两具外置在两侧、艇艉一具则为内置式，并可搭载合共7枚G6型鱼雷。其标准船员编制为3名军官及23名水兵。

## 历史
UC-30号是汉堡伏尔铿船厂承建的首批（UC-25至UC-33号）UC-II型潜艇的六号艇，由国家海军办公室于1915年8月29日订购，建造编号为69。它于1916年7月27日新船下水，至同年8月22日正式交付使用，随即展开海试。其唯一一任指挥官是首度担任艇长的海军上尉海因里希·施滕茨勒。完成海试后，该艇于11月16日被编入驻布伦斯比特尔科格的第一潜艇区舰队服役。
在不足一年的役期中，UC-30号参与了大西洋潜艇战，足迹曾抵英格兰东岸和凯尔特海等水域。通过其四次布雷及破交战巡逻，UC-30号合共击沉协约国或中立国的3艘商船和2艘辅助军舰，容积总吨累计为5867吨。其中，体积最大的受害者是注册吨位为4504吨的英国货轮亨斯坦顿号（Hunstanton）；它于1917年4月4日从吉朗运送小麦驶往伦敦途中，在锡利群岛以西约36海里（67）处遭施滕茨勒发射鱼雷击沉；而两艘隶属英国皇家海军的武装拖网船尤斯顿号（Euston，209吨）和受体号（Recepto，245吨）则是同年2月在蒂斯湾触雷沉没。
1917年3月30日，UC-30号从黑尔戈兰岛出发，前往西部水域巡逻，从此再未归航。它于4月21日在丹麦的埃斯比约以西海域触雷沉没，艇内27名官兵全数阵亡。作为前施特拉尔松德市长之子，时任艇长施滕茨勒上尉的遗体于6月20日被冲刷至南尼苏姆附近海岸。他先是被安葬至当地堂区，经确认身份后又于11月28日移葬至位于施特拉尔松德的家族墓园。UC-30号的残骸则于2016年由JD-Contractor A/S公司在埃斯比约外围寻获，仍载有18枚水雷和6枚鱼雷。其水下部分的残骸是通过多波束声纳进行识别的。

## 袭击历史摘要
| 日期           | 船名             | 船籍         | 吨位 | 结局 |
| -------------- | ---------------- | ------------ | ---- | ---- |
| 1916年11月26日 | 罗曼史号         | 挪威         | 628  | 击沉 |
| 1917年2月12日  | 尤斯顿号         | 英國皇家海軍 | 209  | 击沉 |
| 1917年2月16日  | 受体号           | 英國皇家海軍 | 245  | 击沉 |
| 1917年4月4日   | 亨斯坦顿号       | 英国         | 4504 | 击沉 |
| 1917年4月4日   | 蒙特普罗特希多号 | 阿根廷       | 281  | 击沉 |

## 脚注
1. 1 2 3  Helgason, Guðmundur. . German and Austrian U-boats of World War I - Kaiserliche Marine - Uboat.net.   [2009-02-22].
2. ↑  Tarrant，第173頁.
3. ↑  Gröner 1991，第31–32頁.
4. 1 2  Helgason, Guðmundur. . German and Austrian U-boats of World War I - Kaiserliche Marine - Uboat.net.   [2015-02-16].
5. ↑  陈进，第48頁.
6. 1 2  Gröner 1991，第31-32頁.
7. ↑  陈进，第46頁.
8. ↑  Michelsen，第48頁.
9. ↑  陈进，第165頁.
10. 1 2  NARS，第125頁.
11. 1 2  Helgason, Guðmundur. . German and Austrian U-boats of World War I - Kaiserliche Marine - Uboat.net.   [2015-02-16].
12. ↑  Helgason, Guðmundur. . German and Austrian U-boats of World War I - Kaiserliche Marine - Uboat.net.   [2022-08-25].
13. ↑  Helgason, Guðmundur. . German and Austrian U-boats of World War I - Kaiserliche Marine - Uboat.net.   [2022-08-25].
14. ↑  Helgason, Guðmundur. . German and Austrian U-boats of World War I - Kaiserliche Marine - Uboat.net.   [2022-08-25].
15. ↑  Kirkebog，第275, 337頁.
16. ↑  Kristoffer Østergaard Kristensen. . Jyllandsposten. 2016-08-18  [2016-08-19]. （原始内容存档于2017-05-02）.
17. ↑  JD-Contractor A/S.  (video). Youtube. 2016-08-18  [2016-08-19]. （原始内容存档于2022-08-25）.